# Zheng Xiaoqiong
Zheng Xiaoqiong, chinesisch 郑小琼 (* 1980 in Nanchong, Sichuan), ist eine chinesische Schriftstellerin. Sie ist insbesondere für ihre dokumentarischen Gedichte, Essays und Interviews mit chinesischen Wanderarbeitern bekannt. Sie wurde gemeinsam mit den Autoren Han Han, Xing Rongqin, Chun Shu u. a. zu einer der „Wichtigsten chinesischen Schriftsteller*innen nach 1980“ gewählt und mit zahlreichen Preisen ausgezeichnet.

## Leben und Werk

### Erfahrungen als Wanderarbeiterin
Zheng Xiaoqiong wuchs in Nanchong, in einem von Landwirtschaft und relativer Armut geprägten Teil der südwestchinesischen Provinz Sichuan auf. Nach einem Abschluss der Mittelschule und einer Fachschulausbildung als Krankenpflegerin arbeitete sie einige Monate in einem Dorfkrankenhaus, bevor sie im März 2001 als Wanderarbeiterin in die südchinesische Industriemetropole Dongguan ging. Dort arbeitete sie zunächst in einer Möbelfabrik, in der sie einen Monatslohn von lediglich 284 ¥ erhielt, danach in verschiedenen anderen Fabriken in den Städten Zhongshan und Shenzhen, und schließlich wieder in einer Metallfabrik in Dongguan, wo sie für die nächsten sechs Jahre blieb.
Ebenfalls im Jahr 2001 kam Zheng erstmals in Kontakt mit Gegenwartslyrik. Sie begann, regelmäßig Gedichte in Literaturzeitschriften zu lesen und eigene Texte zu schreiben, in denen sie die Lebens- und Arbeitsbedingungen von Wanderarbeitern kritisch dokumentierte.
Wie andere Betroffene der enormen Arbeitsmigration in die südchinesischen Industriestädte lebte und arbeitete Zheng in Dongguan unter entwürdigenden und zum Teil entrechteten Verhältnissen: Mehrfach wurde ihre Aufenthaltserlaubnis für ungültig erklärt und sie mit einer Geldstrafe belegt, häufig wurde ihr Lohn nicht oder nur zum Teil ausgezahlt, sie arbeitete in 12-Stunden-Schichten mit permanenten Überstunden und teilte sich ein Wohnheimzimmer mit sieben anderen Arbeiterinnen.

### Liqun-Preis und mediale Aufmerksamkeit
Ab 2005 publizierte Zheng einzelne Gedichte in verschiedenen Literaturzeitschriften und Magazinen. 2007 wurde sie einer größeren Öffentlichkeit bekannt, als sie völlig unerwartet den Liqun-Preis der Zeitschrift People's Literature erhielt. Die Auszeichnung einer bis dahin weitgehend unbekannten Autorin, die ihren Lebensunterhalt als Fabrikarbeiterin mit einem niedrigen formalen Bildungsabschluss verdiente und ohne jeden akademischen Hintergrund zur Auseinandersetzung mit einer so elitär konnotierten Form wie Lyrik gekommen war, wurde als Sensation gefeiert.
Im Anschluss an die Verleihung des Liqun-Preises kam es zu einem weiteren landesweiten medialen Aufruhr um Zheng, weil sie das Angebot ausschlug, dem Chinesischen Schriftstellerverband beizutreten und erklärte, stattdessen weiter ihren Lebensunterhalt als Wanderarbeiterin verdienen zu wollen. Mitglieder des Schriftstellerverbandes erhalten ein staatliches Gehalt für ihre künstlerische Arbeit, verpflichten sich aber im Gegenzug, nicht über politisch sensible Themen zu schreiben oder die chinesische Regierung zu kritisieren.

### Themen, Stil und Rezeption
In den Folgejahren publizierte Zheng mehrere Bände mit Gedichten und Essays, die auf ihren eigenen Erfahrungen, aber auch auf mehreren hundert Interviews aufbauen, die sie zur Recherche mit Wanderarbeiterinnen in Südchina geführt hat. Die Gedichte in ihrem ersten, 2012 erschienenen Band 女工记 (dt.: Das Buch der Arbeiterinnen) verarbeiten das Material aus diesen Interviews und sind jeweils mit dem Namen der entsprechenden Interviewpartnerin übertitelt. In ihren folgenden Gedichtbänden kontextualisiert Zheng ihre Recherchen mit Theorien von Sozialer Ungleichheit u. a. von Pierre Bourdieu, die sie in ihrem poetischen Schreiben produktiv macht. Sie beschäftigt sich auch mit Themen wie der durch die rasante Industrialisierung (nicht nur in China) akuten Umweltzerstörung, die sie in ihren Texten kartographiert, und unternimmt Versuche, eine lokale, dichte Geschichtsschreibung für die Dörfer und Kleinstädte des chinesischen Hinterlands zu entwerfen. Unabhängig vom Thema arbeitet Zheng in vielen ihrer Gedichte mit der Technik des Enjambements, um Ambivalenzen und Mehrfachbedeutungen herzustellen.
Zheng ist von Literaturwissenschaftlern und Literaturkritikern unterschiedlich rezipiert worden: Als Vertreterin einer Welle von Dokumentarischer Lyrik, als Teil einer neuen Bewegung von Ecopoetry aus dem globalen Süden, als Protagonistin eines dichterischen Deep-Mapping-Ansatzes oder als Vorreiterin einer neuen „Lyrik der Arbeitswelt“, deren Vorläufer in den 1970er Jahren (in Deutschland z. B. mit der Gruppe 61 oder dem Bitterfelder Weg) gesehen werden.
Die Rezeption von Zhengs Gedichten wird auch durch den Umstand beeinflusst, dass sie in einer Zeit entstehen, in der sich ein genereller Hype um Wanderarbeiterlyrik in China konstatieren lässt, der auch international wahrgenommen wird. So wurde u. a. der Wanderarbeiterlyrik-Sammelband 我的诗篇 (engl.: Iron Moon) und der gleichnamige, dazugehörige Dokumentarfilm ins Englische übersetzt, und die Süddeutsche Zeitung nahm den Selbstmord des Wanderarbeiters und Dichters Xu Lizhi zum Anlass, eine ausführliche Reportage über das Phänomen der Wanderarbeiterlyrik zu veröffentlichen.
Zheng hat sich allerdings mehrfach öffentlich gegen das simplifizierende Label „Wanderarbeiterlyrik“ gewehrt und eine ernsthafte Auseinandersetzung mit der Komplexität und Unterschiedlichkeit ihrer Gedichte eingefordert. Auch literaturwissenschaftliche Publikationen zu ihren Gedichten verweisen auf die Vielzahl ihrer Themen und die Komplexität ihrer Sprache, denen vereinfachende Einordnungen nicht gerecht werden können.
Zhengs Gedichte wurden u. a. ins Deutsche, Englische, Französische, Japanische, Koreanische, Spanische und Türkische übersetzt. Seit ihrer Entdeckung 2007 ist sie bei zahlreichen internationalen Literaturfestivals aufgetreten u. a. bei Poetry International Rotterdam und beim Poesiefestival Berlin. Sie lebt und arbeitet als freie Autorin und Mitherausgeberin eines Literatur- und Kulturmagazins in Shenzhen.

## Werke

### Lyrikbände
- 女工记 (Das Buch der Arbeiterinnen) ISBN 978-7-5360-6673-1.
- 郑小琼诗选 (Zheng Xiaoqiong. Ausgewählte Gedichte) ISBN 978-7-5360-5296-3.
- 纯种植物 (Zuchtpflanzen) ISBN 978-7-5360-6248-1.
- 人行天桥 (Fußgängerbrücke)
- 散落在机台上的诗 (Gedichte, die von den Maschinen fallen) ISBN 978-7-5087-2792-9.
- 玫瑰庄园 (Rosengarten) ISBN 978-7-5360-8185-7.

### Übersetzungen ins Deutsche
- Zheng Xiaoqiong, In: Lea Schneider (Hrsg.): CHINABOX. Neue Lyrik aus der Volksrepublik. Verlagshaus Berlin, 2016, ISBN 978-3-945832-20-2.
- Erzählung von den Konsumgütern. Gedichte, aus dem Chinesischen übersetzt von Sara Landa, Maja Linnemann, Lea Schneider, Eva Schestag, Christian Filips (Hrsg). Edition Poesie Dekolonie, Engeler Verlage, Schupfart, 2025, ISBN 978-3-907369-52-4.

## Auszeichnungen
- 利群*人民文学奖 (People's Literature Liqun-Literaturpreis)
- 庄重文文学奖 (Zhuangzhongwen Literaturpreis)